# Greenville (hrabstwo Greene)
Greenville – jednostka osadnicza w Stanach Zjednoczonych, w stanie Nowy Jork, w hrabstwie Greene.